# Опозиция (политика)
Вижте пояснителната страница за други значения на Опозиция.
Опозицията представлява в общия случай общност от партии или хора, които се противопоставят на властта.
В зависимост от вида на политическо устройство отношението към опозицията може да бъде репресивно (обикновено при тоталитаризма) или доброжелателно (условно казано, при чистата демокрация). При демокрациите опозицията има право на парламентарно присъствие. Ролята ѝ е да следи действията на управляващите (президент, министри и т.н.) и да изисква отговорност от тях, ако забележи злоупотреби. Членове на опозицията имат право да предлагат закони и други идеи за гласуване, но без одобрение на управляващите, те рядко биват прокарвани.
Прието е да се казва, че съответното правителство е стабилно, ако опозицията му е малцинство и няма основна роля при гласуването на законопроекти и други програми. Ако обаче спечелилата партия не е завоювала над 50% от всички депутатски места, се налага или да управляват като малцинство, или да се коалират с други партии, което често води до невъзможност да се реализира напълно съответната програма на спечелилата партия.